# Majka
Majke su osobe koje imaju pravnu i društvenu vezu s djecom, koja mogu, ali ne moraju, biti njihovo biološko potomstvo. Ovisno o kontekstu, žene se mogu smatrati majkama na temelju toga što su dijete rodile ili su ga posvojile. 
Nekoliko je pojmova vezanih u majčinstvo, a povezani su uz sljedeće uvjete: žena je dijete rodila, odgaja ga/ju, donirala je jajnu stanicu. Žene koje dijete rode, ali ne odgajaju, nazivaju se biološkim majkama; žene koje dijete rode, ali ne iz vlastita zametka, nazivaju se surogat majkama (u hrvatskom se jeziku koristi i pojam noseća majka). Majkom djeteta začetog darovanom jajnom stanicom ili zametkom u procesu medicinski potpomognute oplodnje smatra se žena koja je dijete rodila.
Gore navedeni pojmovi koji definiraju ulogu majke nisu ni iscrpni niti univerzalni, jer se svaka definicija 'majke' može razlikovati ovisno o tome kako su definirane društvene, kulturne i religijske uloge. 
Često se u svakodnevnom govoru koristi naziv mama, a koriste se i mati (rus), mater (lat, grč), a u razgovornom jeziku među mladima roditeljica ili stara.

### Biološka majka
Biološko majčinstvo za ljude, kao i za druge sisavce, nastaje rađanjem potomka iz oplođene jajne stanice nakon trudnoće. Trudnoća nastaje ili spolnim odnosom ili postupcima medicinski potpomognute oplodnje, usađivanjem oplođene jajne stanice u endometrij maternice.  
Kod ljudi trudnoća često traje oko 9 mjeseci, nakon čega žena može roditi ili vaginalnim putem ili putem carskog reza. Nakon što se dijete rodi, majka proizvodi mlijeko u procesu laktacije. Majčino mlijeko izvor je antitijela za imunološki sustav dojenčeta i obično jedini izvor prehrane za dojenčad prije nego što počnu jesti drugu hranu. Preporuke su da se stariju dojenčad i malu djecu nastavi dojiti, u kombinaciji s drugom hranom, koju treba uvesti otprilike od šestog mjeseca života.

### Posvajateljica
Osim rađanjem djeteta, žena može postati majkom i posvajanjem. Posvojenje se u različitim oblicima prakticiralo kroz povijest, čak i prije ljudske civilizacije. Suvremeni sustavi posvajanja, nastali u 20. stoljeću, regulirani su nacionalnim zakonodavstvom, a u Hrvatskoj je to Obiteljski zakon.  
U Hrvatskoj je postupak posvojenja dugotrajan i često zahtjevan, ali pomoć u procesu nude organizacije poput Adopte.

### Majčinstvo u homoseksualnim vezama
Mogućnost da lezbijke i biseksualne žene u istospolnim vezama (ili žene bez partnera) postanu majke povećala se u posljednjih nekoliko desetljeća. Osim postajanja majkama u sklopu prijašnjih heteroseksualnih veza, homoseksualne žene majkama postaju i kroz postupak posvajanja ili doniranja sperme. 
U svibnju 2021. godine u Hrvatskoj je donesena presuda prema kojoj nije dozvoljena diskriminacija posvojitelja na temelju njihova životnog partnerstva.

## Etimologija
Riječ mati je indoeuropska, praslavenska i baltoslavenska. Kao i u slučaju ot-ca riječ je potekla iz dječjeg govora: ma-, mama, maja, majka.
Riječ mama na hrvatskome slična je ili jednaka po izgovoru i u mnogim drugim jezicima:
- Mama na poljskome
- Máma na češkome
- Mama na mandarinskome kineskome
- Maman na francuskome i farsiju
- Mamma na talijanskome
- Mae na portugalskome
- Mā̃ (ਮਾਂ) na istočnopendžapskom
- Mama na svahiliju
- EEMA (אמא) na hebrejskome
- Mom ili mommy na engleskome u SAD-u
- Mum ili mommy na nizozemskome te na engleskome u Velikoj Britaniji, Australiji i na Novom Zelandu
- Mao, AMAA ili  Maataa u Indiji i susjednim zemaljama
- U mnogim azijskim kulturama na jugu i Bliskom istoku majka je poznata kao Amma, oma, Ammi ili ummi